# Banda sinfónica municipal de Alicante
La Banda Sinfónica Municipal de Alicante (España) es una agrupación musical fundada en 1912, que cuenta con una plantilla profesional de 55 músicos. La banda realiza numerosas actuaciones y colabora en eventos culturales y festivos de la ciudad, además de llevar a cabo una importante labor educativa a través de conciertos y audiciones didácticas para escolares. Su sede se encuentra en la Casa de la Música del Centro Cultural Las Cigarreras.

## Historia
La Banda Sinfónica Municipal de Alicante fue fundada en abril de 1912, bajo la dirección del maestro Luis Torregrosa García, quien también es el autor del Himno de las Hogueras. Su primera actuación se llevó a cabo el 3 de agosto de 1912, con un grupo inicial de 45 músicos. Aunque en sus primeros años tenía un carácter amateur, la banda destacó rápidamente por su calidad interpretativa, ganando reconocimientos como el "II Premio de Bandas Civiles" en Bilbao en 1919 y el "I Premio en el Certamen Regional" en Valencia.
A lo largo de su historia, la banda ha estado dirigida por varios directores notables:
- Luis Torregrosa García (1912-1944)
- José Torregrosa García (1936-1939)
- Carlos Cosmen Bergantiños (1944-1962)
- Moisés Dávia Soriano (1962-1978)
- Antonio Ferriz Muñoz (1978-1982)
- Bernabé Sanchiz Sanz (1982-2008)
- Francisco Amat García (enero a junio de 2008)
- José Vicente Díaz Alcaina (desde junio de 2008)

## Actividades y conciertos
La Banda Sinfónica Municipal de Alicante realiza alrededor de 90 actuaciones al año en diversos escenarios, como el Teatro Principal, el Aula de Fundación Caja Mediterráneo y, especialmente durante los meses de verano, en la Concha de la Explanada. Además, ofrece conciertos en el Auditorio de la Diputación de Alicante (ADDA), en el marco de un convenio de colaboración que permite la realización de conciertos de temporada, temáticos y el Ciclo de Jóvenes Intérpretes.

### Colaboraciones y participación en festividades
La banda colabora regularmente con distintas entidades públicas y privadas, tanto dentro como fuera de la provincia de Alicante. Su participación es habitual en eventos organizados por la Federación de Hogueras y Barracas, la Federación Alicantina de Moros y Cristianos, y las Hermandades y Cofradías de la Semana Santa Alicantina. Además, la banda participa en actos oficiales como la Cabalgata de Reyes y otras festividades locales, visitando barrios y celebrando las fiestas patronales de Alicante.

### Actividades educativas
Como parte de su misión de fomentar el conocimiento y aprecio por la música, la Banda Sinfónica Municipal de Alicante organiza actividades educativas dirigidas a estudiantes de primaria y secundaria. Cada año, la banda realiza más de treinta conciertos escolares en el Auditorio de la Casa de la Música, diseñados para promover el gusto por la música clásica y contemporánea entre los jóvenes. También se ofrecen audiciones didácticas, que incluyen la visita de pequeños grupos de músicos a centros educativos y asociaciones locales.

### Grabaciones
La Banda Sinfónica Municipal de Alicante ha realizado varias grabaciones a lo largo de su historia. Entre sus producciones se incluyen dos LPs de música alicantina y varios CDs en colaboración con la Diputación de Alicante, que abarcan géneros como la música de Hogueras, Moros y Cristianos, música taurina y marchas procesionales.